# かにかも放送
株式会社かにかも放送（かにかもほうそう）は、かつて岐阜県可児市、美濃加茂市、美濃市、多治見市、加茂郡坂祝町、富加町、川辺町、御嵩町、八百津町の各一部地域を放送区域とする超短波放送（FM放送）をしていた一般放送事業者（現・民間特定地上基幹放送事業者）である。
FMでんでんの愛称でコミュニティ放送を行っていた。

## 概要
愛称のFMでんでんには「電波に乗せて想いを伝える」との意味が込められており、局のトレードマークにはカタツムリ（でんでん虫）のイラストを採用していた。
聴取エリアは、可児市・美濃加茂市を中心とした地域（約9万世帯・28万人）。また有線放送USEN440の岐阜県エリア（高山地区を除く）G-40chでも配信していた。
ミュージックバード配給番組などの再送信を行わずに、独自の内容で24時間放送を行っていた。

### 放送休止・閉局へ
世界金融危機による不況の影響から資金難に陥り、2008年12月以降は番組枠が極端に減少した。2009年7月以降は平均で1日1番組・2時間程度、多くても1日2番組・計4時間程度しかなくなり、火曜と日曜に至っては1つも番組を放送しないという事態に陥った。番組を放送しない時間帯にはフィラーでJ-POPなどのノンストップ音楽放送を実施していたが、火曜と日曜は終日この音楽放送のみとなった。ちなみに、臨時公式サイトはこの時点で更新が停止したままである。
2009年12月31日に「最後の生放送」『さよならFMでんでん』と題した特別番組の生放送を最後に、生・収録を問わず全ての番組制作および放送を休止。翌2010年1月からは全時間帯でノンストップ音楽放送を行うようになった。この当時、毎時29分と59分からの1分間はCMや時報、コールサインを放送していた。
そして、2010年8月時点で送信電波の停止が確認された。10月31日が期限の放送局（現・特定地上基幹放送局）の再免許申請を行わなかったため、同日をもって閉局（廃局）が法的に確定した。

## 沿革
- 2004年（平成16年）
  - 4月21日 - 創立。
  - 6月6日 - 午前6時に開局。
- 2007年（平成19年）7月30日 - 演奏所（スタジオ）を移転し、ケーブルテレビ可児と社屋を共有。
- 2008年（平成20年）12月1日 - 不況の影響を受けて自社制作番組枠を縮小。一部のパーソナリティやスタッフを「卒業」という形で解雇[3]。
- 2009年（平成21年）
  - 1月30日 - 前述の演奏所移転が電波法に違反した（演奏所の設置場所の総務大臣の許可無しの変更）として、東海総合通信局から厳重注意を受ける。
  - 12月31日 - 特別番組の生放送を最後に番組制作および放送を休止。以後完全にフィラー化。
- 2010年（平成22年）
  - 8月頃 - 停波。
  - 10月31日 - 放送局の再免許申請が行われず、同日をもって廃局。

## 主な番組

### 自社制作番組
- モーニングすとり〜と（平日 7:00 - 10:00）
- DAYすとり〜と（平日 11:00 - 13:00）
- 夕暮れすとり〜と（平日 16:00 - 18:00） ※時間枠のタイトル
- ホリデイすとり〜と（土曜 9:00 - 18:00） ※時間枠のタイトル
- 音の広場（可児市提供、月曜 - 金曜 9:00 - 9:15、再放送：月曜 - 金曜 17:15 - 17:30）
- 768 MUSIC TIME
- ほか

### 他社制作番組
- Parada Obrigatoria （Transamerica Japan制作、土曜 21:00 - 23:00） - 名古屋中エフエムラヂオ放送（Transamerica）のブラジリアン・チャート番組で、2006年5月から放送を開始。
- 愛北電波委員会（愛知北エフエム放送制作、火曜 - 土曜 24:00 - 26:00） - 2007年3月から同番組の同時ネットを実施していた。また、同時期よりFMでんでん制作の『懐かしの昭和の歌謡曲』『MUSICスパイス』『モコモコグラフィティ』が愛北FMでも放送休止時間だった月曜深夜に放送されていた。

### 2008年頃の番組編成
- 月曜日　　
  - 夕方4時 - 6時　懐かしの歌謡曲
- 火曜日　　
  - 終日音楽放送
- 水曜日　　
  - 夕方4時 - 6時　館林よしひろ
- 木曜日　　
  - 午前11時 - 午後1時　NOBUKO「HAVE A NICE DAY」
  - 夕方4時 - 6時　マッスグ・ローチ「SOHO LIFE」
- 金曜日　　
  - 午前11時 - 午後1時　じゅんじゅん　
  - 夕方4時 - 6時　北尾キニー茂久「Rock Power Station」
- 土曜日　　
  - 午後12時 - 午後2時　まーしー＆ゆうこ
  - 夕方3時 - 4時　ブラジルコミュニティ放送「VIVA KANI!」
- 日曜日　終日音楽放送のみ